# 和聲歌手

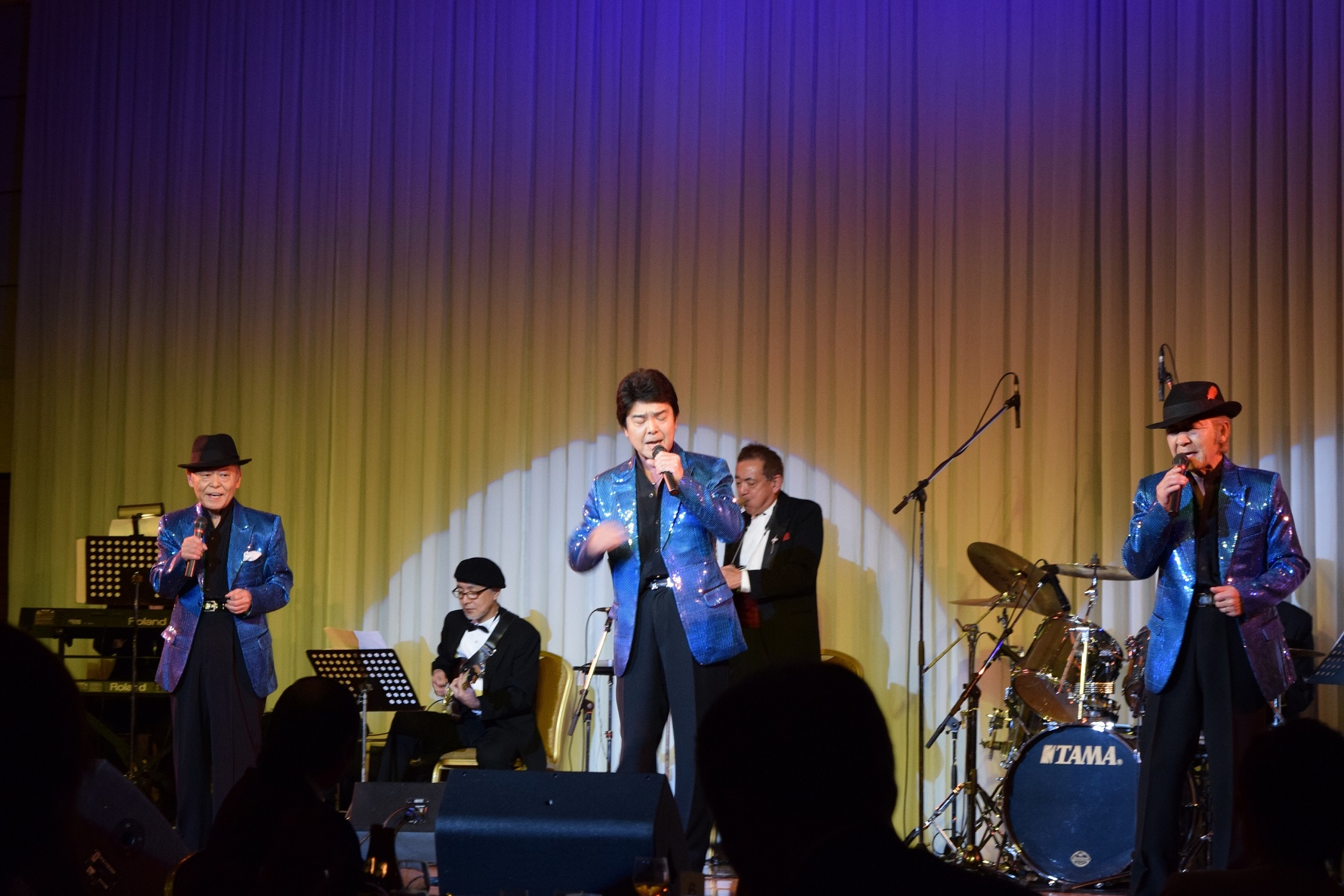
两个人的固定成员

和聲歌手（backing vocalist，backing singer）是為主唱提供聲樂和聲的歌手。某些情況下，和聲歌手可能單獨演唱引導部分一直到主唱參與，其中一個例子是2010年，香港歌手陳奕迅在《DUO陳奕迅2010演唱會》尾場中讓和音歌手岑寧兒獨唱《The End of the World》，其歌聲開始被人注意，後來更成為主唱歌手。如果主唱突然忘詞、泣不成聲，或因為身體不適而避唱高音部分，和聲歌手會成為代唱歌手，也會唱主旋律。其他當過和聲歌手的主唱包括太極樂隊的雷有暉、雷有曜，以及陳昇、吳宗憲、彭羚、林俊逸、賴聖恩、葉瑋庭、蕭敬騰、小宇、方大同、方炯鑌等。
在流行樂團如S.H.E、動力火車、海灘男孩、天命真女、老鷹合唱團、比吉斯、Mutya Keisha Siobhan，即 Sugababes 團體第一任成員更是以和聲聞名，羅賓·吉布和S.H.E 團員更在主唱與和聲歌手兩個崗位來回穿插。
反之，主唱歌手在錄製唱片時，也可能會一手包辦和音音軌，然後把它們二合為一，因為自己的音色和音質比較容易融合在一起，常用這種方法錄製的歌手包括 木匠兄妹樂團、 張學友、巫啟賢、陳昇、派崔克·史坦普 （打倒男孩主音歌手）、布倫登·尤里（Panic! at the Disco 主音歌手）大衛·寶兒、李克勤、黛兒塔、莎蓮·迪安、布萊尼等人；而張學友、米高積遜、珍納·積遜、碧昂絲·諾利斯、瑪麗·嘉兒、李榮浩、IU 等歌手更因為本身音域的寬度或本身在團體歌唱和合唱團經驗，不但可以把和聲音軌增加，更讓編排歌唱音軌的難度和深度增強，甚至達到單人合唱團的效果。而在現場演唱時，會以其他和音歌手模仿自己的聲音，或完全沒有和聲，或以和預錄的和聲音軌播出。
另外，如果一首獨唱的歌在演唱會上變成合唱版，主唱歌手也有可能變成和音歌手，來搭配或突顯嘉賓或其他主角。李克勤和譚詠麟常常在《左麟右李》兼任台前和音的工作，甚至把主音和和音部分一直轉換，因為撇除幕後的和聲歌手，只有兩個人，所以並沒有受到四人或以上合唱團或歌劇演員的和聲限制，表明不能換角。 例：李克勤一旦是男中音和聲角色，不能跳到男高音主音，然後再回到原本崗位。
和聲歌手在合唱時不一定要搭配主唱，有時候歌詞上或音色、音域（像男低音跟女高音的搭配）和風格上的落差也可以達到反差效果。
一些樂團只有當和聲歌手在舞台上時才使用他們，這是很常見的。在許多搖滾和重金屬樂團，擔當和聲歌手的音樂家同時也彈奏樂器，像是節奏吉他、鋼琴、電貝司或鼓。如太極樂隊的雷有曜、雷有暉、鄧建明、Wonder Girls、AOA、Day6、布倫登·尤里。皇后樂隊的羅傑·泰勒多數是隊中高音和聲，但也是隊中的鼓手。 木匠兄妹樂團 的凱倫·卡本特本來是鼓手；理查·卡本特除了是樂團和聲歌手，他本是鍵盤手和鋼琴師。

## 香港樂壇
由於香港唱片歌手眾多，專業和音歌手卻只有寥寥數十人，因此在香港的主要演唱會中，和音名單通常都相同，在1980年代中期主要擔任和聲的包括有馮文傑﹑譚錫禧﹑張偉文、雷有曜﹑雷有輝、周小君、袁麗嫦﹑Anna、李小梅、，1980年代末至1990年代主要有Barry Chung﹑陳碧清、陳美鳳、曹潔敏、楊淑貞（80年代末歌唱組合「赤道」成員）、鄭鴻昌、柳重言。
以下是1980年代中至1990年代初，部分歌手指定某的和音歌手：
- 曾路得：陳芳榮、孔慶端、楊淑貞、陳碧清、凌東成
- 林子祥：譚錫禧﹑張偉文、雷有曜、雷有輝、鄭鴻昌、鍾慶鴻
- 徐小鳳：溫灼光、馮文傑﹑梁灼彬、譚錫禧、雷有曜、雷有輝、鍾慶鴻、江耀華、李小梅
- 夏韶聲：雷有曜、雷有輝、鍾慶鴻、胡啟榮、袁麗嫦、Anna
- 盧冠廷：溫灼光、馮文傑﹑譚錫禧、鄭鴻昌、鍾慶鴻、江耀華、柳重言
- 吳國敬、張立基：雷有曜、雷有輝、鄧建明、楊淑貞
- 張國榮、黃翊、黎明：張偉文、雷有曜、雷有輝、鄧建明、鄭鴻昌、李小梅
- 李克勤：雷有輝、柳重言、陳碧清
- 關淑怡：

另外，在香港聯演活動當中，大部分為新任和音，擔任和聲的包括有呂喬恩、黃意雅、周籽言、李泳琪、張卓文、譚鈞濂(呀濂)、蘇莉雅，當中不少具有樂隊背景，或是透過網絡出道，為和音樂壇打好基礎。